# Краљова Љехота
Краљова Љехота (слч. Kráľova Lehota) насељено је мјесто са административним статусом сеоске општине (слч. obec) у округу Липтовски Микулаш, у Жилинском крају, Словачка Република.

## Становништво
| Година:    | 1994. | 2004.    | 2014.   | 2024.   |
| ---------- | ----- | -------- | ------- | ------- |
| Број људи: | 725   | 634      | 593     | 602     |
| Разлика:   |       | -12,55 % | -6,46 % | +1,51 % |

| Година:    | 2023. | 2024.   |
| ---------- | ----- | ------- |
| Број људи: | 601   | 602     |
| Разлика:   |       | +0,16 % |

Према подацима о броју становника из 2011. године насеље је имало 603 становника.